# Бадр (валі Сарагоси)
Бадр (*араб. بدرًا; д/н — до 788) — державний і військовий діяч початку Кордовського емірату, валі Сарагоси в 758—763 і 768—772 роках.

## Життєпис
Був греком за походженням. Спочатку служив раб, згодом вільновідпущеник в Абдаррахмана Омеяда. 750 року після знищення династії Омеядів разом з Абдаррахмана втік до Іфрікії. Потім вони перебралися до берберського племені Бану Нафса.
Ще в Іфрікії став довіреною особою Абдаррахмана, який доручив Бадру рушити до Аль-Андалуса, де об'єднати прихильників династії Омеядів. Тут він перетягнув на свій бік Абу Усаном Убайдаллаха та Абдаллаха ібн Халида, очільник2 загонів джунда (професійного війська). Також почав перемовини з Ас-сумайлом, валі Сарагоси, але без успіху.
У 755 році з 11 товаришами рушив до берберського племені заната, які допомогли військами. З ними Бадр висадився на Піренейському півострові. Згодом до нього приєднався Абдаррахман. У 755—758 роках Бадр брав участь у військових кампаніях проти Юсуфа аль-Фіхрі та Ас-Сумайла. 757 або 758 року призначається валі Сарагоси. Перебував на посаді до початку 760-х років, передавши її Фортуну ібн Кассі.
763 році очолив загін, що випередив Абдаллаха ібн Мугаїта аль-Яшубі аль-Хадрамі, якого було відправлено багдадським халіфом аль-Мансуром для підняття повстання в Аль-Андалусі проти Омеядів. Бадр вчасно зайняв стратегічне місто Кармона (на півдні), де скував ворожі сили. В свою чергу емір Абдаррахман I завдав ворогові рішучої поразки.
764 року Бадр разом з Тамманом ібн Алькама аль-Такіфі взяв в облогу Толедо, де з 762 року напівнезалежно панував Гішам ібн Урві, союзник роду Фіхрідів. після тривалої облоги Бадр домовився зі знаттю міста про видачу йому Гішама разом з його військовими командирами. Ібн Урві було страчено.
У 767 або 768 році Бадр змусив Сулеймана ібн Якзана аль-Кальбі, що перед тим захопив владу в Сарагосі, залишити місто. Після цього емір поновив його на посаді валі Сарагоси.
У 770 році Бадр виступив проти очільника берберського повстання Шак'ї ібн Абд ар-Вахіда аль-Фатімі, якому завдав рішучої поразки. 772 року відбив напад Сулеймана аль-Кальбі на Сарагосу. Ці успіху спричинили до самовпевненості Бадра, що став зневажливо ставитися до Абдарахмана I. За це його того ж року було позбавлено всього майна й заслано. Лише 774 року Бадра повернули до Кордови, ймовірно, через нове повстання — Гусейна ібн Ансарі, валі Сарагоси.
778 року брав участь у кампанії проти Абдррахмана ібн Хабіба аль-Сіклабі, що з аббасидським військом висадився на Піренеях та захопив Тудмар. Того ж року брав участь у кампаніях проти берберів на чолі з Ібрагімом аль-Барнасі. Помер Бадр до 788 року.